# Светулка (село)
Вижте пояснителната страница за други значения на Светулка.
Свету̀лка е село в Южна България, община Ардино, област Кърджали.
Името идва от насекомото светулка, което там е много често срещано.

## География
| Население по години | Население по години |
| ------------------- | ------------------- |
| 1934 г.             | 872 души            |
| 1946 г.             | 1006 души           |
| 1956 г.             | 750 души            |
| 1975 г.             | 564 души            |
| 1985 г.             | 697 души            |
| 1992 г.             | 320 души            |
| 2001 г.             | 191 души            |
| 2011 г.             | 168 души            |
| 2019 г.             | 313 души            |

Село Светулка се намира в източната част на Западните Родопи, на 10 – 12 km западно от границата им с Източните Родопи, на около 24 km запад-югозападно от град Кърджали и приблизително по на 3 km между село Бял извор и град Ардино. Разположено е върху територия с раздвижен хълмист релеф в родопския Жълти дял, край третокласния републикански път III-865, който минава през Бял извор и Ардино и води към град Кърджали. В село Светулка се намира Пещера към пътя за Долна Светулка, но е затрупан с камъни няма как да се види. Надморската височина при сградата на кметството е около 745 m.
Вляво от пътя, отбиващ се от село Светулка на север за село Ахрянско, има претоварна станция към регионално депо за битови отпадъци, която обслужва община Ардино. Претоварната Станция вече не функционира.

## История
Селото – тогава с име Чандъ̀р – е в България от 1912 г. Преименувано е на Светулка с министерска заповед № 3775, обнародвана на 7 декември 1934 г.
Към 31 декември 1934 г. към село Светулка спадат махалите Азманлар, Братиново (Дели Мехмедлер махле), Вели пашалар, Дере махле, Джебеджилер, Исаллар и Халил ходжа.
Във фондовете на Държавния архив Кърджали се съхраняват документи от съответни периоди на/за:
- Списък на фондове от масив „K“:

– Частно турско начално училище – с. Светулка (Чандър), Кърджалийско; фонд 261K; 1929 – 1942; Промени в наименованието на фондообразувателя:
> Частно турско начално училище – с. Чандър, Кърджалийско (1929 – 1934);
> Частно турско начално училище – с. Светулка, Кърджалийско (1934 – 1944);
- Списък на фондове от масив „С“:

– Народно основно училище „Никола Йонков Вапцаров“ – с. Светулка, Кърджалийско; фонд 721; 1950 – 1997; Промени в наименованието на фондообразувателя:
> Основно турско училище (1944 – 1960);
> Народно основно училище „Никола Йонков Вапцаров“ (1960 – 1971);
> Начално училище „Никола Йонков Вапцаров“ (1971 – 1997).

## Население
Преброяване на населението през 2011 г.
Численост и дял на етническите групи според преброяването на населението през 2011 г.:
|                     | Численост | Дял (в %) |
| Общо                | 168       | 100,00    |
| Българи             | 0         | 0,00      |
| Турци               | 164       | 97,61     |
| Цигани              | 0         | 0,00      |
| Други               | 0         | 0,00      |
| Не се самоопределят | 0         | 0,00      |
| Неотговорили        | 2         | 1,19      |

## Религии
Религията, изповядвана в селото, е ислям.

## Обществени институции
Село Светулка към 2020 г. е център на кметство Светулка.
Има молитвен дом в селото..

## Културни и природни забележителности
В близост до село Светулка се намира Тъмната пещера. Тя е дълга около 30 m и е без наклон, но поради натрупани камъни е непроходима.